# 健速
健速（たけはや）は、日本のゲームシナリオライター、ライトノベル作家。千葉県出身。
主にアダルトゲームの分野で活動しているが、特定のメーカー・ブランドに所属しないフリーランスの立場で外注として引き受けている。

## 来歴
2001年に同人サークル・TYPE-MOONが製作した、『月姫』のファンディスク『歌月十夜』にシナリオを応募して「酔夢月」が採用される。その後も自身のホームページで「酔夢月」の完全版「酔夢月完全版」と新作「酔夢月展章朧月夜」を公開した。
2003年に『こなたよりかなたまで』でプロデビュー。2006年に丸谷秀人と共同でシナリオを執筆した『遥かに仰ぎ、麗しの』では、「美少女ゲームアワード2007」にて大賞を受賞したほか、純愛系作品賞・シナリオ賞・ユーザー支持賞の5部門で賞を獲得した。プロになってからも、FLATの同人ゲーム『キラークイーン』のシナリオライターを引き受けている。
2007年、HJ文庫刊の『あの日々をもういちど』でライトノベル作家としてデビュー。

## 作品

### 商業作品
- こなたよりかなたまで（2003年、F&C）
- 巫女舞 〜ただ一つの願い〜（2004年、etude） - 大澤茜シナリオのみ。
- キラークイーン（2006年、FLAT）
- 遥かに仰ぎ、麗しの（2006年、PULLTOP） - 共同執筆。本校系の風祭、鷹月、八乙女の3人を担当。
- そして明日の世界より――（2007年、etude）
- 置き場がない!（2010年、AKABEi SOFT2）
- やや置き場がない!（2011年発売、AKABEi SOFT2）
- 心あたたまる3つの物語（2012年、PULLTOP）
- シークレットゲーム-KILLER QUEEN-（2011年、FLAT）
- 星逢のプリズムギア（2013年、Elysion）
- 放課後の不適格者（2014年、NostalgicChord） - 企画・シナリオ
- アルカディアの灯火（2015年、NostalgicChord）-企画・シナリオ
- The Chord of "C"（2025年、アシストリック）-シナリオ[2]

### 同人作品
- 歌月十夜（2001年、TYPE-MOON） - 作品の一部「酔夢月」のみ執筆。
- キラークイーン（2006年、FLAT）
  - シークレットゲーム -KILLER QUEEN-（2008年、レジスタ） - 『キラークイーン』のコンシューマー化。

### 小説
- あの日々をもういちど（2007年、ホビージャパン・HJ文庫）
- 六畳間の侵略者!?（本編47巻、外伝2巻、2009年 -、ホビージャパン・HJ文庫）
- 埋まったままDE宇宙戦争!（2011年、ソフトバンククリエイティブ・GA文庫）
- 風とリュートの調べにのせて（全9巻[3]、2013年 - 2015年、一二三書房、桜ノ杜ぶんこ）

### 単行本
・弾幕少女-Twinkle Jewels- 1st STAGE（2014年、KADOKAWA/エンターブレイン)

#### 携帯電話向け
- シーナの海（2007年、INCOMMU）
- 僕らの夏と宝物（2009年、ten†cross）